# Ostap d'or
Ostap d'or (en russe : Золотой Остап) est un festival international annuel de films de comédie, de l'humour et de la satire qui se déroule à Saint-Pétersbourg depuis 1992. Le nom du festival évoque le personnage d'Ostap Bender des romans d'Ilf et Pétrov Les Douze Chaises (1928) et le Veau d'or (1931).

## Histoire
Au départ, Ostap d'or est organisé comme festival de l'humour et de la satire, avant d'être transformé en compétition du genre cinématographique en 2005. La cérémonie est initiée et organisée par la Maison de la satire et de l'humour fondée par le comité littéraire de Saint-Pétersbourg en 1989. L'événement est financé par le mécène et directeur général du groupe financier Rosko Sergueï Rogov. Après la mort de ce dernier, l'organisation est assurée par l'entrepreneur et homme politique Dmitri Filippov.
La sélection des lauréats est effectuée par l'"Académie des Autorités" (Академия Авторитетов).
L'ouverture du festival Ostap d'or à Saint-Pétersbourg a coïncidé avec l'inauguration du club privé du même nom à Moscou, appartenant à l'artiste et homme d'affaires Archil Gomiachvili qui en son temps avait incarné Ostap Bender au cinéma, dans l'adaptation de Leonid Gaïdaï. Toutefois les organisateurs du festival ont préféré ne pas accorder de l'importance à cet événement.

## Trophée
Le trophée est une figurine d'une hauteur de 40 centimètres, sur un socle, représentant Ostap Bender debout, avec les bras croisés sur la poitrine, une écharpe autour du cou, chaussures aux pieds et coiffé d'une casquette de marin, mais sans autre vêtement. Quelques journalistes lui trouvent la ressemblance avec le chevalier des Oscars du cinéma. Il est fabriqué en faïence dorée à la manufacture de Lomonossov. Les premiers lauréats à l'avoir remporté furent Efim Chifrine et Klara Novikova (ru).

## Catégories de récompenses
On a instauré douze catégories initialement.
- Meilleure émission de télévision
- Meilleure émission radio
- Meilleur spectacle
- Meilleur présentateur de programme télévisé
- Meilleur humoriste